# 霧社溪
霧社溪是臺灣最長河川濁水溪主流的最遠源流。日治時河川的主流上下游均冠以同一名稱，使得位於主流源頭的霧社溪被稱為濁水溪，戰後官方地圖仍延續以濁水溪標示。霧社溪位於南投縣仁愛鄉境內，發源於合歡山主峰與合歡山東峰之間鞍部武嶺南側、合歡東峰西側的板岩層崩壁，源頭處的高度海拔約3,200公尺，匯集西側合歡山往南連接霧社的支稜東坡、北側合歡東峰與奇萊北峰稜線南坡（此稜線為與北坡立霧溪源頭塔次基里溪相隔的分水嶺）、東側奇萊連峰西坡等處的水源後，沿縱谷流下，至廬山溫泉與春陽溫泉之間與源自奇萊南峰東坡的左股支流塔羅灣溪匯流，至萬大附近與左股支流萬大溪合流後，始稱濁水溪。

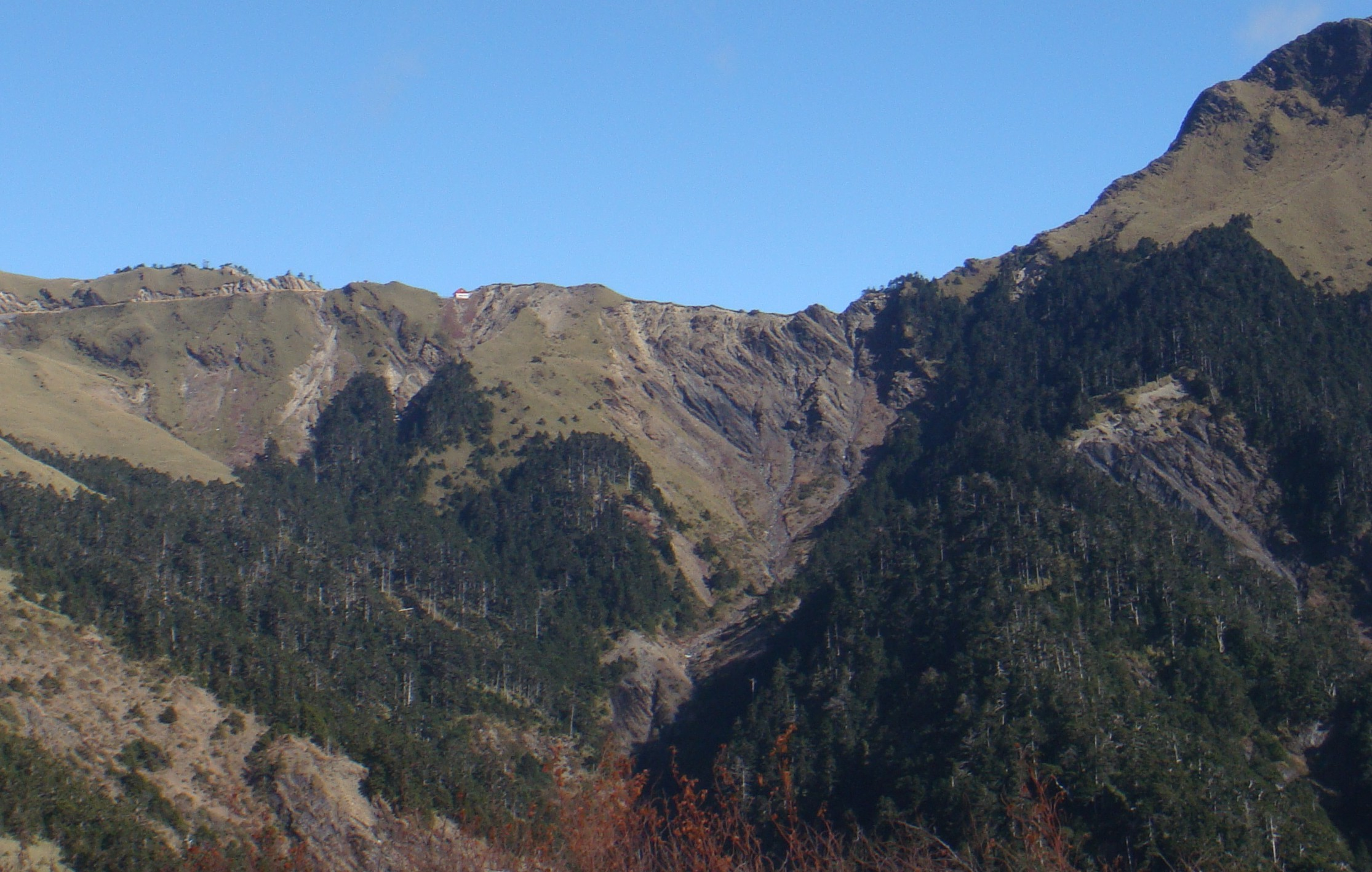
霧社溪發源於武嶺，為濁水溪最遠源流

台灣電力公司利用霧社溪的溪水，於溪上興築霧社壩形成霧社水庫，利用水頭落差，提供萬大發電廠進行水力發電，為該流域電力開發之樞紐。

## 溪名
日治初期1897年1–2月在霧社溪谷發生了深堀大尉事件，14名日本本土籍探險隊成員全員被擊殺死亡，在為成員遺族募款的文案中附了一張霧社溪谷的地圖〈生蕃探撿踏測圖〉，標示了漢式與和式地名入侵當地以前的固有溪名，圖中當時已知的主流最遠源頭標示「米納肯溪」（ (Minaken)溪，該處離現今所知最遠源頭尚距離超過15公里遠）；主流在德路固大社所在溪段直接標示「 (Yayun)溪」，賽德克語意為河川；主流在道澤大社所在溪段標示「 (Kanari)溪」；主流在霧大社所在溪段，以及今稱塔羅灣溪的支流、以及與霧社溪匯流口以下到萬大社等處，都標示為「 (Motodo)溪」，轉寫賽德克語 ，意為波浪溪；萬大社以下與現今相同，標示濁水溪。:04031897年《台灣假製二十萬分一圖》也一致的標示了「 (Yayun)溪」、「 (Motodo)溪」。1898–1904年調製的《台灣堡圖》，將「霧社溪」一名標示在大肚溪水系南港溪源頭，現今霧社西側的眉溪上游。
日治時隨後將河川的主流上下游均冠以同一名稱，使得位於主流源頭的霧社溪被稱為濁水溪。1907年《蕃地地形圖》以後的地圖都標示為濁水溪。戰後至今，官方地圖仍延續以濁水溪標示。OSM標示此溪段為霧社溪。